# فيضانات الإمارات العربية المتحدة 2022
فيضانات الإمارات العربية المتحدة 2022 بدأت فيضانات الإمارات العربية المتحدة عام 2022 الناجمة عن الأمطار الغزيرة في 27 يوليو 2022. وتأثرت الشارقة ورأس الخيمة والفجيرة بالأمطار الغزيرة، وبعدها حدثت فيضانات. يقول المركز الوطني الإماراتي للأرصاد الجوية إن الإمارات سجلت أعلى هطول للأمطار منذ 27 عامًا.

## الفيضانات
تضررت مناطق واسعة الإمارات الشرقية للبلاد بدءًا من مساء الأربعاء، إثر هطول أمطار غزيرة مصحوبة ببرق، نتيجة حالة مناخية استثنائية ناجمة عن منخفض جوي نادر في منتصف الصيف بحسب مركز الإمارات للدراسات والإعلام إيماسك. سجلت محطة الفجيرة الإماراتية 170 ملم خلال آخر 48 ساعة كنتيجة لتأثر الدولة بحالة من عدم استقرار جوي هطلت على أثرها كميات جيدة من الامطار في العديد من مناطق الدولة.
سجلت أعلى كمية أمطار في ميناء الفجيرة بواقع 221.8 ملم وهي أعلى كمية أمطار سقطت على الدولة خلال شهر يوليو منذ 27 عاماً، والتي هطلت في خورفكان عام 1995 بواقع 175.6 ملم. وسجلت المحطات الأرضية التابعة للمركز الوطني للأرصاد أعلى 5 كميات للأمطار في ميناء الفجيرة بواقع 221.8 ملم ومطار الفجيرة 153 ملم وسجلت في مسافي 122.8 ملم وفي ميناء خورفكان 98.5 ملم وفي ضدنا 98.2 ملم، كما سجلت كميات كبيرة للأمطار في مربح الفجيرة 81 ملم وكلباء 65.2 ملم و56.2 ملم في جبل جيس.
أعلنت وزارة الداخلية الإماراتية يوم الجمعة أن 7 أشخاص على الأقل لقوا مصرعهم جراء السيول ضربت عدة مناطق في البلاد في الأيام الأخيرة. قال المدير العام للعمليات المركزية في وزارة الداخلية علي الطنيجي: يؤسفنا أن نعلن أنه تم العثور على ستة أشخاص من الجنسيات الآسيوية متوفين جراء السيول. بعدها بقليل أعلنت وزارة الداخلية العثور على المفقود «وقد فارق الحياة».

## التأثير
توقف ميناء الفجيرة الإماراتي ثالث أكبر مركز للوقود في العالم عن العمل، وأصبح معطّل نتيجة هطول الأمطار الغزيرة التي تسببت في فيضانات واسعة النطاق في منطقة الميناء. وقالت شركة بترول أبوظبي الوطنية أدنوك يوم الخميس 28 يوليو إنها أغلقت عملياتها في ميناء الفجيرة بسبب الأمطار الاستثنائية.

## الاستجابة
بحسب ما أعلنت الهيئة الوطنية لإدارة الطوارئ والأزمات والكوارث تم إنقاذ أكثر من 870 شخصًا في إماراتي الشارقة والفجيرة يوم الخميس. قالت وزارة الداخلية الإماراتية أنها قامت بتقديم الخدمات للمتضررين من خلال إيوائهم في مراكز الإيواء المنتشرة في الإمارات، مشيرة إلى عودة 80% من المتضررين إلى بيوتهم بعد تأمينها من قبل الجهات المختصة خلال يومي الفيضانات.